# ロスディ・タリブ
ロスディ・タリブ（マレー語: Rosdi Talib、1976年1月11日 - ）は、マレーシアのサッカー選手、サッカー指導者。元マレーシア代表。ポジションはLBまたはDMF。

## クラブ歴
地元のトレンガヌFAでサッカー選手となり、2000年にピアラFAマレーシアを制した。給与未払いの問題から、ハイルディン・オマル、スブリ・スロンと共に退団。
そしてパハンFAに加入し、マレーシア・スーパーリーグとピアラFAマレーシアを2006年に制覇。2009年には再びトレンガヌ州に戻ったものの、TチームFCに加入した。
2012年に再びトレンガヌFAに加入し、2013年に選手を引退し指導者の道へと向かった。
2014年4月には現役に復帰し、PBAPP FCに加入した。

### 代表歴
AFCアジアカップ2000予選の際に代表に招集されて以来、マレーシア代表として出場を重ねた。準優勝した同年のムルデカ大会、そして3位となった2000 タイガーカップではその順位獲得に貢献した。2004 タイガーカップの際には代表主将を務め、チームを3位に導いた。AFCアジアカップ2007の際も代表に招集され、全試合に出場した。そのアジアカップでイラン代表と交えた一戦が彼の代表としての最後の試合となった。

## 監督歴
2013年に選手を引退し、ハヌランFCのアシスタントコーチに就任した。その翌年には選手に復帰した。